# Pyrophorus divergens
Pyrophorus divergens (лат.) — вид жесткокрылых из семейства щелкуны из рода огненосных щелкунов.
Обитают в Южной Америке (Бразилия, серраду).
Личинки и куколки данного вида жуков способны к биолюминесценции, в то время как взрослые особи (имаго) — нет (более того, их самих привлекает искусственный свет). Личинки, обитающие в почве или ходах термитов, активно охотятся летними ночами на жертв, привлечённых их свечением. Имаго же растительноядны.
Для вида характерна Система определения пола XO. В кариотипе у самок 15 хромосом (14 + X0), у самцов только 14.